# John Mercer Johnson
Pour les articles homonymes, voir John Mercer et Johnson.
John Mercer Johnson (1er octobre 1818 - 8 novembre 1868) était un homme politique canadien du Nouveau-Brunswick et fut un des Pères de la Confédération.

## Biographie
John Mercer Johnson naît le 1er octobre 1818 à Liverpool, en Angleterre, mais passe toute sa jeunesse à Chatham, au Nouveau-Brunswick, où son père décide de s'installer. Il suit des études de Droit, est admis au Barreau en 1838 et devient avocat en 1840. Il ouvre un bureau d'avocat à Newcastle et s'associe avec divers autres avocats, dont Peter Mitchell, futur premier ministre du Nouveau-Brunswick.
Il se lance en politique en 1850 et est élu en juillet de cette année en tant que député du Northumberland à l'Assemblée législative du Nouveau-Brunswick dont il sera le président de 1859 à 1862.
Jonhson, qui était pro-confédération, fait partie des délégués du Nouveau-Brunswick aux conférences de Charlottetown et de Québec en 1864. 
Le 20 septembre 1867, il est élu député fédéral de la circonscription de Northumberland, mais ne le restera qu'à peine plus d'une année car il décède le 8 novembre 1868 à Chatham.